# Xã Bryan, Quận Izard, Arkansas
Xã Bryan (tiếng Anh: Bryan Township) là một xã thuộc quận Izard, tiểu bang Arkansas, Hoa Kỳ. Năm 2010, dân số của xã này là 436 người.